# Singly na prvním místě v roce 1985 (USA)
Jedničky americké hitparády Hot 100 za rok 1985 podle časopisu Billboard.
| Datum vydání | Skladba                           | Interpret                       |
| 5. leden     | Like a Virgin                     | Madonna                         |
| 12. leden    | Like a Virgin                     | Madonna                         |
| 19. leden    | Like a Virgin                     | Madonna                         |
| 26. leden    | Like a Virgin                     | Madonna                         |
| 2. únor      | I Want to Know What Love Is       | Foreigner                       |
| 9. únor      | I Want to Know What Love Is       | Foreigner                       |
| 16. únor     | Careless Whisper                  | Wham!                           |
| 23. únor     | Careless Whisper                  | Wham!                           |
| 2. březen    | Careless Whisper                  | Wham!                           |
| 9. březen    | Can't Fight This Feeling          | REO Speedwagon                  |
| 16. březen   | Can't Fight This Feeling          | REO Speedwagon                  |
| 23. březen   | Can't Fight This Feeling          | REO Speedwagon                  |
| 30. březen   | One More Night                    | Phil Collins                    |
| 6. duben     | One More Night                    | Phil Collins                    |
| 13. duben    | We Are the World                  | USA for Africa                  |
| 20. duben    | We Are the World                  | USA for Africa                  |
| 27. duben    | We Are the World                  | USA for Africa                  |
| 4. květen    | We Are the World                  | USA for Africa                  |
| 11. květen   | Crazy for You                     | Madonna                         |
| 18. květen   | Don't You (Forget About Me)       | Simple Minds                    |
| 25. květen   | Everything She Wants              | Wham!                           |
| 1. červen    | Everything She Wants              | Wham!                           |
| 8. červen    | Everybody Wants to Rule the World | Tears for Fears                 |
| 15. červen   | Everybody Wants to Rule the World | Tears for Fears                 |
| 22. červen   | Heaven                            | Bryan Adams                     |
| 29. červen   | Heaven                            | Bryan Adams                     |
| 6. červenec  | Sussudio                          | Phil Collins                    |
| 13. červenec | A View to a Kill                  | Duran Duran                     |
| 20. červenec | A View to a Kill                  | Duran Duran                     |
| 27. červenec | Everytime You Go Away             | Paul Young                      |
| 3. srpen     | Shout                             | Tears for Fears                 |
| 10. srpen    | Shout                             | Tears for Fears                 |
| 17. srpen    | Shout                             | Tears for Fears                 |
| 24. srpen    | The Power of Love                 | Huey Lewis & the News           |
| 31. srpen    | The Power of Love                 | Huey Lewis & the News           |
| 7. září      | St. Elmo's Fire (Man in Motion)   | John Parr                       |
| 14. září     | St. Elmo's Fire (Man in Motion)   | John Parr                       |
| 21. září     | Money for Nothing                 | Dire Straits                    |
| 28. září     | Money for Nothing                 | Dire Straits                    |
| 5. říjen     | Money for Nothing                 | Dire Straits                    |
| 12. říjen    | Oh Sheila                         | Ready For the World             |
| 19. říjen    | Take on Me                        | a-ha                            |
| 26. říjen    | Saving All My Love for You        | Whitney Houston                 |
| 2. listopad  | Part-Time Lover                   | Stevie Wonder                   |
| 9. listopad  | Miami Vice Theme                  | Jan Hammer                      |
| 16. listopad | We Built This City                | Starship                        |
| 23. listopad | We Built This City                | Starship                        |
| 30. listopad | Separate Lives                    | Phil Collins and Marilyn Martin |
| 7. prosinec  | Broken Wings                      | Mr. Mister                      |
| 14. prosinec | Broken Wings                      | Mr. Mister                      |
| 21. prosinec | Say You, Say Me                   | Lionel Richie                   |
| 28. prosinec | Say You, Say Me                   | Lionel Richie                   |